# Холограм
Холограм је тродимензионална слика која садржи трећу димензију (дубину), тако да се објекат може посматрати из свих праваца, као да је стваран. Грубо речено, холограм представља слику добијену интерференцијом два светлосна таласа, као реконструкцију једног од та два таласа користећи други у процесу. Само његово стварање је комплексан процес у коме учествују разни објекти као и светлосни таласи које са тим циљем обрађујемо. Зато, данас се често у њиховом добијању користе компјутери, као најкомпатибилније рачунско средство.

## Природа холограма

### Светлост
Светлост као појам је уско повезана са холограмима, не само зато што представља њихову основу, већ и јер неке њене особине блиско одређују карактеристике новодобијеног холограма. Прво, на светлост гледамо као део електромагнетног зрачења видљив људским оком, тј. као талас чија је светлосна дужина λ између 380 nm и 780 nm, а фреквенција ν у интервалу од 405 THz до 790 THz. Такође, како на основу Максвелових једначина сазнајемо електромагнетну природу светлости, као и да у њој електрично и магнетно поље међусобно интерагују, тако да су вектори њихових праваца нормални међусобно, као и на правац кретања, закључујемо да светлост припада групи трансверзалних таласа. Та чињеница повлачи карактеристике светлости које знатно утичу на саме холограме: интерференција, дифракција и поларизација светлости.

### Интерференција
Интерференција представља спајање два или више кохерентна светлосна таласа. У зависности од амплитуде, фазне разлике и фреквенције тих таласа, интерференција може бити конструктивна, у случају када јача 
резултујући талас, или деструктивна, у случају када он слаби. Након интерференције долази до стварања интерференционе слике која се манифестује настајањем светлих и тамних светлосних зона, где је „светлина“ одређена чињеницом да ли тај део поља представља максимално појачање (светла зона), или пак максимално слабљење (тамна зона) таласа.

### Дифракција
Дифракција представља одступање кретања светлости по својој уобичајеној, праволинијској путањи. Наиме, при кретању светлосног таласа кроз отворе дужине сличне таласној дужини светлости, отвор сам постаје нови тачкасти извор светлости, из кога се светлост шири у свим правцима, те добијамо ефекат закривљености. Такође, резултујући талас постаје интерференција новодобијених таласа, тј. добијених након проласка кроз отвор. У случају појављивања великог броја отвора, долази до стварања тзв. дифракционе решетке која је веома корисна при конструкцији прецизних, а комплексних ликова.

### Поларизација
Поларизација представља својство одређених таласа која описује раван у којој тај талас осцилује. При поларизацији светлости посматрамо само оријентацију електричног поља у једном месту при једној осцилацији.

## Стварање холограма
За стварање холограма, неопходна је ласерска монохроматска светлост. Светлосни зрак из ласера се дели на два дела. Једна половина осветљава објекат, који одбија светлост ласера. Одбијена светлост се меша с другом половином светлосног зрака ласера (референтни сноп), тако да се стварају светле и тамне траке интерференције. Тамне траке су места где светлосни таласи нису у фази, тако да се поништавају. Светле траке су места где су светлосни таласи у фази. Холограм је фотографија ових интерференцијских пруга. Пруге немају изглед објекта; у ствари, на холограмској плочи се не могу уочити, зато што су сувише мале.
Сам процес добијања холограма се може поделити на два главна дела: на снимање холограма и на реконструкцију холограма. Иначе, кључну улогу игра и ласер који учествује у његовом добијању. Такође, за њега најчешће користимо одређене уграђене, интерне штоперице које тачно одређују дужину емитовања ласера јер од прецизности зависи детаљност и верност холограма.
Холограм можемо јасније представити при упоређивању са фотографијом. При фотографисању на фотоемулзији се записује однос интензитета таласа, док при стварању холограма уз запис тог односа стоји и запис фазног односа тих двају таласа, те добијамо тај тродимензионалан лик. Стога, гледајући холограм и фотографију једног појма, приказ појма једним погледом ствара јаснију слику у људском мозгу при гледању холограма. То можемо видети када бисмо гледали кроз прозоре величина 0,5m x 0,5m и 1m x 1m. Јасно, гледањем кроз већи ми имамо јаснији приказ слике, мада исти тај приказ можемо добити ако бисмо гледали кроз мањи прозор из више различитих углова. Дакле, холограм свеобухватно може представљати низ веома прецизних слика, којих, очигледно мора бити много како би се добио сасвим исти приказ.

### Снимање холограма
Пошаљимо кохерентни ласерски сноп на полупропусну плочу. Тада, талас ће се раздвојити на два дела, тако да ће се један рефлектовати од плоче, док ће други проћи кроз њу. Посматрајмо прво део који се одбио. Он ће се, након те рефлексије, поново одбити од још једног огледала, чиме добијамо светлосни талас који називамо референтним. Други део који је пробио плочу се након тога рефлектује од предмета чији холограм желимо и прима облик зависно од облика самог предмета, те настаје предметни талас. Дакле, у једном тренутку ће се ти таласи сударити, те ће доћи до њиховог спајања, тј. интерференције чиме добијамо интерферентну слику коју зовемо холограм. Међутим, како се фотоплоча налази на том месту и како је референтни талас раван а предметни сферни, мора доћи до стварања тзв. зонских плоча. Оне представљају скуп концентричних кружница, различитих дебљина и полупречника. Такође, сами ти полупречници као и растојања између кружница су веома мала, реда величине таласне дужине светлости, чиме долази до дифракције. Међутим, како сваки пар референтног и сферног таласа граде зонску плочу, све се оне међусобно секу под различитим угловима, те добијамо дифракциону решетку. Тиме, процес чувања холограма је завршен.

### Реконструкција холограма
Да бисмо омогућили посматрачу да види холограм који смо сачували морамо учинити још неколико ствари. Прво, пошаљимо један раван талас светлости на фотоплочу тако да је угао под којим талас пада на њу исти као и угао под којим је на фотоплочу пао референтни талас. Тиме долази до дифракције и из предмета се емитује резултујући светлосни талас ка посматрачу, такав да ће се имагинарни лик појавити на месту где се налазио оригинални предмет. Дакле, холограм је створен.

## Компјутерски генерисани холограми
При уобичајеном добијању холограма, припреме и поставке за њихово добијање морају бити савршене, јер икакве мале промене у интензитету светлости морају бити примећене материјалом. Дакле, он мора бити веома осетљив, те било какав утицај светлости или пак покрет може довести до уништења интерферентне слике, те соба са опремом мора бити потпуно изолована и мрачна. Због свега тога, природно је пронаћи други начин решавања оваквог проблема. При компјутерском добијању ми одређујемо тачну позицију лика нашег објекта користећи се само математичким функцијама. Наиме, користећи се таласном теоријом светлости, референтни и предметни талас се у потпуности представљају математички. Такође, процеси интерференције и дифракције се детаљно анализирају и математички обрађују, чиме је свака грешка сасвим сведена на минимум.

## Врсте холограма
Како би се виделе слике сачуване у холограму, потребно је осветлити холограмску плочу ласерским зрацима на исти начин као што су и настале. Тада је могуће посматрати објекат као да је стваран, с разликом што је једнобојан, у боји ласерске светлости. Постоје и холограми који могу да се посматрају на обичној светлости.
Холограми se деле у три групе међу којима један холограм мора имати по једно својство из сваке од група, нпр. холограм може бити амплитудни танки трансмисиони, или пак фазни волумни рефлексиони, зависно од групе виртуелних система којима припада.
1. Амплитудни и фазни холограми
2. Танки и дебели (волумни) холограми
3. Трансмисиони и рефлексиони холограми

## Коришћење холограма
Иако холограми још увек представљају новину у данашњем свету, у смислу њиховог коришћења у областима различитим од данас најзаступљеније – забаве, пронашли су корист у разним делатностима као што су :
- складиштење података,
- банкарство,
- медицина,
- уметност.

Како једну запремину чини група међусобно збијених површина, које данас користимо при чувању меморије у информатици, овај начин складиштења би омогућио нагло повећање тренутног максималног простора одређеног за податке. Стога, неке компаније су покушале производњу сличног, те постоје индикације да се брзина нарезивања од 1Gb/s, или чак 1Tb/s може лако достићи.
При изради неких од данашњих новчаница, жигови се најчешће читају ласером тако да се након читања ствара холограм који се након тога упоређује са главним холограмом који се налази у бази података, чиме остварујемо најпрецизнију фалсификатну проверу.
Једна од грана која највише добија овим изумом је засигурно медицина због бројних провера које могу бити омогућене овим приступом. Наиме, коришћењем машина које генеришу холограми одређених унутрашњих органа тела, дијагноза се може веома прецизно извршити због приказа у високој резолуцији. Такође, на исти начин, без засецања у тело пацијента хирурзи могу направити план даљњег оперисања.
Осим за прављење слика, холограми се користе за испитивања и проверавања у индустрији. Указују на мале разлике при изради делова који су прављени истоветно. На пример, могуће је направити два холограма машинског дела: један пре него што је примењена сила и један после тога. Ако постоји мало одступање при изради машинског дела, уочиће се ако се поклопе та два холограма.
Холограми се користе за испитивање заштитних плоча омотача спејс шатла, како би се установило да ли су се одвојиле од трупа летелице током лета.
Постоје и холограми који раде с обичном одбијеном светлошћу. Користе се на кредитним картицама и дају тродимензионалну слику коју је лако посматрати ако се кредитна картица осветли лампом. Међутим, неопходно је холограм усправити, како би слика била тродимензионална.
Холограм на кредитној картици, ако се посматра из различитих углова, даје слику у различитим бојама. Холограми се постављају на кредитне картице како би се отежало њихово кривотворење. Из истог разлога постављају се и налепнице са холограмима на дискове с филмовима и музиком.
Денис Габор је 1948. године први показао како настају холограми али његови први покушаји нису дали слике доброг квалитета. Светлосни извори који су му били на располагању нису били довољно јаки и усредсређени. Холографија је заиста започела проналаском ласера шездесетих година прошлог века. Ласери стварају врсту светлости која је неопходна за добре холограме.